# São Bento do Sul (gemeente)
São Bento do Sul is een gemeente in de Braziliaanse deelstaat Santa Catarina. De gemeente telt 82.842 inwoners (schatting 2017).

## Aangrenzende gemeenten
De gemeente grenst aan Campo Alegre, Corupá, Jaraguá do Sul, Rio Negrinho, Piên (PR) en Rio Negro (PR).